# カルンキオ
カルンキオ（イタリア語: Carunchio）は、イタリア共和国アブルッツォ州キエーティ県にある、人口約600人の基礎自治体（コムーネ）。

## 地理

### 位置・広がり

#### 隣接コムーネ
隣接するコムーネは以下の通り。
- カルピネート・シネッロ
- カスティリオーネ・メッセール・マリーノ
- チェレンツァ・スル・トリーニョ
- フライーネ
- リーシャ
- パルモリ
- ロッカスピナルヴェーティ
- トッレブルーナ